# Negi Springfield
Negi Springfield (ネギ・スプリングフィールド?) è il protagonista del manga Negima: Magister Negi Magi e l'insegnante responsabile della classe media 3ºA (precedente 2ºA) presso l'Istituto Femminile Mahora.
Negi è il figlio del mago Nagi Springfield, conosciuto anche come il leggendario "Thousand Master", scomparso anni prima durante una non meglio definita guerra fra maghi. Da piccolo, trascorre la sua infanzia insieme alla cugina Nekane Springfield in un piccolo villaggio nei monti dell'Inghilterra ed è proprio lì che inizia a studiare le arti magiche occidentali, insieme ad Anya, sua amica di infanzia. Durante questo periodo, Negi cerca più volte di mettersi in pericolo, sperando che in una di tali occasioni possa giungere suo padre per salvarlo.
E durante il suo quarto anno di età, il suo desiderio viene realizzato. Infatti, un'orda di demoni attacca improvvisamente il villaggio dove Negi vive insieme agli altri maghi, causando la ricomparsa di Nagi, fino ad allora creduto morto. Il leggendario "Thousand Master" interviene per salvare suo figlio dal pericolo imminente e dopo aver sconfitto con un potente incantesimo i demoni che assediano il villaggio, lascia la sua staffa al figlio Negi, scomparendo nuovamente nel nulla.
Dopo l'incidente presso il villaggio inglese, Negi, Nekame e Anya si trovano costretti a spostarsi presso un villaggio di maghi nel Galles, dove Negi si immerge negli studi per potersi diplomare al più presto come mago effettivo. E così, quando finalmente conquista il diploma tanto atteso, viene sottoposto all'ultima prova che lo renderà un mago vero e proprio: insegnare l'inglese presso l'Istituto Femminile Mahora.
Con il suo trasferimento in Giappone hanno anche inizio le sue avventure alla ricerca del padre scomparso.
Attualmente ha stipulato un patto provvisorio con:
- Asuna Kagurazaka (n. 8) (Ruolo: Guerriera Pesante, di prima linea - Artefatto: Fan/Spadone stile "Final Fantasy")
- Nodoka Miyazaki (studentessa n. 27) (Ruolo: Divinatrice - Artefatto: Diario magico)
- Setsuna Sakurazaki (studentessa n. 15) (Ruolo: Spadaccina Magica - Artefatto: pugnali magici)
- Konoka Konoe (studentessa n. 13) (Ruolo: Maga Bianca - Artefatto: Abiti da Sacerdotessa)
- Yue Ayase (studentessa n. 4) (Ruolo: Maga Nera - Artefatto: Libro di Magia Nera)
- Haruna Saotome (studentessa n. 14) (Ruolo: Evocatrice - Artefatto: Schetchbook Magico).
- Chisame Hasegawa (studentessa n. 25) (Ruolo: Hacker - Artefatto: Bacchetta magica con cui può entrare nella rete di Mahou.net in versione 3D e effettuare le sue operazioni di hackeraggio)

Inoltre, dopo la lunga saga del viaggio a Kyōto, diverrà apprendista di Kū Fei (studentessa n. 12) per le arti marziali e di Evangeline A.K. McDowell (studentessa n. 26) per le arti magiche.
Sconfitta l'astuta Chao Lingshen (studentessa n. 19) alla fine del festival culturale e superato lo scoglio degli esami di metà semestre, nei quali la 3-A si classifica 2º tra le sezioni dell'ultimo anno delle medie, Negi decide di usare le vacanze estive, oltre che per aiutare le Baka Rangers con i loro problemi scolastici, per allenarsi e per organizzare l'importante viaggio in Galles a cui hanno deciso di partecipare anche tutte le sue Ministra Magi, cioè le studentesse con cui ha stipulato patti provvisori, insieme a Kū Fei, Kaede, Chachamaru, Kazumi, Sayo e Kotaro.
Ovviamente sempre con l'obbiettivo di ritrovare il suo amato padre.
Giunto nel Galles, Negi si ricongiunge con la sua cugina, Nekane, e la sua amica d'infanzia, Anya.
Negi e le sue compagne raggiungono il mondo magico, una dimensione dove regna la magia e dove sarebbe disperso anche il padre di Negi.
Appena arrivati, si trovano di fronte ad una città immensa e futuristica.
Una delle leggi della città prevede che ogni carta, arma o manufatto magico deve essere trasportato all'interno di un particolare contenitore.
Ma Negi viene attaccato a tradimento e ferito gravemente da Fate Averruncus, accompagnato da tre misteriosi compagni.
Kaede, Setsuna e Kotaro attaccano i nemici, ma vengono sconfitti facilmente.
Tuttavia Negi, nonostante la grave ferita, decide lo stesso di affrontare Fate Averruncus, mentre Asuna riesce a estrarre dal contenitore le loro armi magiche.
Konoka utilizza la sua carta per attivare il suo potere e curare Negi, che altrimenti morirebbe dissanguato.
Fate e i suoi compagni cercano di impedirlo, ma vengono respinti dalle compagne di Negi, mentre Kaede, Setsuna e Kotaro si riprendono unendosi alla lotta.
Konoka cura Negi, ma a quel punto Fate decide di sistemarli facendo precipitare delle immense colonne di roccia nera sulla pedana dove si trovano i suoi nemici.
A causa di questo attacco, Negi e il suo gruppo si ritrovano sparpagliati nel mondo magico.
Negi, con a fianco Chachamaru, si mette alla ricerca delle sue compagne, e si ricongiunge con Chisame e Kotaro.
Il gruppo giunge in una piccola città e continuano a cercare le altre, tra le quali ci sono anche Yuna, Makie, Ako, Akira e Natsumi, che di nascosto si erano unite alla comitiva di Negi.
Ma Negi scopre che su quasi tutti loro è stata messa una taglia, perché accusati della distruzione del portale che li ha condotti nel mondo magico, e quindi devono camuffarsi.
Ritrovano Kazumi e Sayo, e rintracciano Natsumi, Ako e Akira, che sono costrette a lavorare come cameriere per saldare dei debiti.
Negi e Kotaro devono combattere in un torneo per liberarle.
Riportano vittorie folgoranti, e Negi ha l'idea di farsi passare per il padre Nagi, in modo da richiamare l'attenzione delle sue compagne disperse nel mondo magico.
Dopo Negi viene attaccato da un misterioso individuo in maschera, Kagetaro, rischia di avere la peggio ma viene salvato da Jacobus Rakan, un vecchio compagno d'armi del padre.
In compagnia di Chisame Negi si allena insieme a Rakan, e quest'ultimo gli confida che ha solo un modo per raggiungere il livello di potere di Fate Averruncus: utilizzare un particolare incantesimo, datogli da Evangeline, che gli permetta di adoperare la magia oscura della sua maestra.
Negi sceglie l'oscurità, e dopo una terribile battaglia sul piano astrale con un doppio di Evangeline, riesce ad assorbire l'energia oscura.
In seguito si reca alla capitale abbandonata del regno magico, Ostia, dove si ricongiunge con Asuna, Konoka, Setsuna e Kaede.
Dopo aver ritrovato anche Kamo, Ku Fei ed Haruna, arriva Sayo e comunica che il gruppo di cercatori di tesori di cui fa parte Nodoka, è sotto l'attacco di alcuni guerrieri mercenari.
Negi va prontamente in soccorso di Nodoka e dei suoi nuovi amici, pronto ad utilizzare le sue nuove energie oscure.
Contro il gruppo di mercenari, Negi riporta una vittoria schiacciante, riunendosi a Nodoka e ai suoi compagni.
Poco dopo comincia ad Ostia una festa per celebrare l'anniversario della fine della guerra scoppiata venti anni prima.
Mentre è da solo, Negi viene avvicinato da Fate Averncus: nonostante Negi, raggiunto da Asuna e Setsuna, sia pronto a combattere, Fate afferma di voler solo parlare con lui. Fate propone al suo nemico di farsi scortare da lui fino ad un portale che ricondurrà Negi e il suo gruppo nel mondo normale. Ma in cambio Fate vuole che Negi gli consegni Asuna. La proposta manda su tutte le furie Negi, che rifiuta.
Fate allora ricatta Negi: se non accetta la sua proposta, la sua ritorsione cadrà sull'istituto Mahora. Inoltre Fate afferma di volere la distruzione del mondo magico. Quindi si chiede a Negi di salvare le persone a lui care in cambio della distruzione di un mondo.
Combattuto su cosa fare, Negi alla fine viene convinto da Asuna a rifiutare.
Subito dopo, Setsuna intuisce che Fate sta macchinando qualcosa, e lo costringe allora a tirare fuori uno strano artefatto magico (si scoprirà poi che tale artefatto serviva, se Negi avesse accettato la proposta del suo nemico, a legarlo automaticamente ad un incantesimo che gli avrebbe impedito per sempre di attaccare Fate).
Fate reagisce attaccando Sestuna, che schiva l'attacco, e la battaglia comincia.
Negi si mostra molto abile, riuscendo anche a colpire Fate allo stomaco, cosa che stupisce il nemico.
Da allora però Fate comincia a fare veramente sul serio, e la sua superiorità su Negi ritorna.
Negi viene messo alle strette, ma viene salvato dall'intervento di Nodoka, che intende leggere nella mente di Fate.
Quando quest'ultimo, irritato da ciò, sta per pietrificare Nodoka, Negi interviene determinato e incredibilmente carico di energia.
Davanti a questo mutamento, unito al sopraggiungere di Rakan, Konoka e Asuna, Fate decide di ritirarsi (in realtà lo fa perché ha raggiunto il suo scopo principale: catturare Asuna sostituendola con una sosia).
Terminato lo scontro, il gruppo di Negi si separa per non farsi trovare dalle autorità, ma Negi incrocia Yue, giunta sul luogo insieme agli altri cavalieri di Ariadne.
Il ragazzo sembra riconoscerla, ma siccome le compagne di Yue lo identificano come ricercato, cercano di catturarlo e lo costringono a fuggire.
In seguito Negi, riunitosi con le sue compagne e dubbioso sul fatto che la ragazza vista fosse veramente Yue o no, scopre alcune cose su Fate dall'artefatto pietrificato di Nodoka. E assiste ad un film di Rakan che narra la storia dell'Ala Rubra e di come vinse la grande guerra che si svolse nel mondo magico venti anni prima degli eventi correnti. Quella guerra rese un eroe Nagi Springfield. Inoltre quel film introduce un nuovo personaggio che incuriosisce molto Negi: la principessa Arika.
Dopo una pausa nella terme di Ostia, Negi e Kotaro riprendono i combattimenti nell'arena per riscattare Natsumi, Ako e Akira.
Ad un certo punto però nell'arena scendono Kagetaro e soprattutto Rakan, con grande sconcerto di Negi.
Rakan infatti vuole che Negi combatta contro di lui, perché se intende sconfiggere nemici come Fate, allora deve dimostrare di sapersi battere contro guerrieri di livello superiore.
Per prepararsi al duello, Negi e Kotaro vengono allenati da Theodora, una principessa del mondo magico, Ricardo, un senatore ex-guerriero, e Seras, donna alla guida dei cavalieri di Ariadne. Tutti loro sono stati amici e alleati di Nagi durante la grande guerra di venti anni prima. Inoltre si aggiunge anche il doppio di Evangeline che aveva insegnato a Negi la magia oscura.
Siccome mancano pochi giorni alla battaglia, gli allenamenti si svolgono in un luogo dove il tempo scorre diversamente rispetto al mondo vero (sfrutta lo stesso principio del resort di Evangeline, quindi pochi giorni nella realtà, in questo luogo corrispondono ad un mese).
Parlando con Theodora, Negi le chiede se la principessa Arika è sua madre, ma Theodora afferma che non può parlare con lui di queste cose, dato che ancora non è preparato a sapere certi eventi del passato.
Comunque la principessa per aiutarlo sigla un pactio con Negi, munendolo di una carta che gli permetterà di evocare volta per volta gli artefatti delle sue partner.
Infine arriva il giorno dello scontro di Negi e Kotaro contro Rakan e Kagetaro.
Negi e Kotaro iniziano bene, il primo sembra persino sconfiggere piuttosto rapidamente Rakan.
Ma ben presto Rakan si rialza e utilizza al massimo la sua forza e la sua esperienza, massacrando Negi (e anche Kagetaro si dimostra per Kotaro un avversario notevolmente pericoloso) che infine finisce a terra sanguinante insieme al suo amico.
Il duo comunque non si dà per vinto.
Negi intende usare un attacco speciale, quindi Kotaro deve tenere occupati i nemici. Riesce ad inchiodare ad un muro Kagetaro, e trattiene Rakan quanto basta perché Negi riesca ad usare un colpo potentissimo che mescola le tecniche della magia oscura con quelle apprese da Rakan.
Negi colpisce e sembra che riesca ad abbattere definitivamente Rakan. Quest'ultimo si rialza ancora, ma non intende più combattere: l'ultimo colpo, se Negi avesse voluto, avrebbe potuto essere mortale per Rakan, e questo significa che lo scopo di far diventare Negi un guerriero di livello superiore è stato raggiunto (in realtà i due continueranno a lungo a scambiarsi pugni, ma si tratterà di una scazzottata tra amici e non di un vero combattimento. Alla fine il tutto si concluderà ufficialmente con un pareggio).
Rakan consegna a Negi i soldi della vincita, rendendo possibile il riscatto di Natsumi, Akira e Ako, alle quali viene finalmente tolto il collare.